# Maurice Longbottom (jogador de rugby)
Maurice Longbottom (30 de janeiro de 1995) é um jogador de rugby australiano, que joga na posição de back.

## Carreira
Longbottom jogou algumas partidas pelo time júnior do South Sydney Rabbitohs, mas foi descrito como "muito pequeno para o futebol sênior". O desempenho de Longbottom no Oktoberfest Sevens chamou a atenção do técnico da equipe australiana de rugby sevens, Andy Friend.
Longbottom foi membro do time masculino australiano de rugby sevens nas Olimpíadas de Tóquio 2020. O time ficou em terceiro lugar na fase de grupos e depois perdeu para Fiji por 19 a 0 nas quartas de final. Ele competiu pela Austrália na Copa do Mundo de Rugby Sevens de 2022 na Cidade do Cabo.
Em 2024, ele foi nomeado para a seleção australiana para as Olimpíadas de Verão em Paris.